# Ernest Pasquier
Pour les articles homonymes, voir Pasquier.
Ernest Pasquier, né à Fleurus le 20 octobre 1849, et mort à Louvain le 6 avril 1926 est un physicien et astronome belge.

## Éléments de biographie
Outre sa traduction du Traité de la détermination des orbites des planètes et des comètes, et ses travaux d'astronomie et de cosmologie, il s'est intéressé aux questions de géodésie et d'unification de l'heure. On lui doit à ce titre l'introduction en Belgique de l'heure de Greenwich, et une réflexion sur l'introduction de l'heure d'été.

### Autorités
- Notices d'autorité :   - VIAF
  - ISNI
  - IdRef
  - GND
  - Italie
  - Portugal